# Ragano
Ragano (fl. IX secolo) è stato un vescovo italiano, vescovo di Acqui nella seconda metà del IX secolo.

## Biografia
L'esistenza di Ragano è nota per via della sua partecipazione a un sinodo provinciale tenuto a Milano e presieduto dal metropolita Tadone nell'864. La presenza di Ragano è confermata dalla presenza della sua firma nei documenti conclusivi del concilio come riportato dagli atti raccolti negli Opuscoli eruditi dello storico Giuseppe Allegranza per quanto la storiografia contemporanea concordi nel collocare quel concilio nell'863.